# عدم التناسب في التعليم الخاص
عدم التناسب في التعليم الخاص هو التمثيل غير المتكافئ لمجموعات ديموغرافية معينة في الوضع التقييدي والانضباط، وخاصة في نظام المدارس العامة في الولايات المتحدة. غالبًا ما يتم عرض عدم التناسب على أنه التمثيل الناقص أو المفرط لمجموعات عرقية أو اجتماعية اقتصادية أو ثقافية ولغوية متنوعة (CLD) محددة في التعليم الخاص مقارنة بحضورها في إجمالي عدد الطلاب. قد يؤثر عرق الطفل وأصله العرقي بشكل كبير على احتمالية التعرف عليه بشكل خاطئ على أنه يحتاج إلى خدمات التعليم الخاص، مما يثير المخاوف بشأن العدالة والمساواة والتأثير المحتمل على النتائج التعليمية للطلاب.

## تعريف
هناك مخاوف مختلفة فيما يتعلق بتحديد هوية الطلاب في التعليم الخاص. يشير الإفراط في تحديد هوية الطلاب إلى القلق من أن الطلاب الملونين، وخاصة الطلاب الأمريكيين من أصل أفريقي، يتم وضعهم في التعليم الخاص بمعدل أعلى من أقرانهم من الطلاب البيض، مما قد يؤدي إلى وصمة عار محتملة وتأثيرات سلبية على تجاربهم التعليمية. يشير عدم تحديد هوية الطالب إلى الموقف الذي يكون فيه الطلاب الملونون أقل احتمالية للتعرف عليهم وتلقي خدمات التعليم الخاص مقارنة بأقرانهم البيض الذين يظهرون سلوكًا مشابهًا، مما قد يؤدي إلى عدم حصول الطلاب على الدعم اللازم الذي يحتاجون إليه للنجاح في المدرسة.
يتعرض الطلاب الملونون أيضًا لخطر التعريف الخاطئ بالتعليم الخاص لأنهم يتم التعرف عليهم بشكل غير صحيح على أنهم يحملون تصنيفات غير مرغوب فيها اجتماعيًا مثل الاضطراب العاطفي والإعاقات الفكرية عندما قد يكون لديهم إعاقات غير مشخصة، مما يؤدي إلى تدخلات ودعم غير فعال لهؤلاء الطلاب.
بسبب الخلفية العرقية أو الإثنية، من المرجح أن يتم تحديد الطلاب على أنهم بحاجة إلى موارد تعليمية خاصة. غالبًا ما يتم تجاهل الطلاب غير الحازمين في الفصول الدراسية وإحالتهم إلى مدارس خاصة، على عكس أقرانهم، الذين يكونون حازمين لأن معلمهم من غير المرجح أن يرى نتائج التعلم الحقيقية الخاصة بهم.

## المراقبة
تم تصميم القسم 300.646 من الجزء ب من قانون تعليم الأفراد ذوي الإعاقة (IDEA) لضمان إلزام كل ولاية تتلقى تمويلًا بتحديد ما إذا كان هناك عدم تناسب على أساس العرق أو العرق يحدث في وكالات التعليم الحكومية والمحلية (LEAs) في الولاية فيما يتعلق بتحديد الأطفال كأطفال ذوي إعاقة، ووضع هؤلاء الأطفال في بيئات تعليمية معينة، ومعدل ومدة ونوع الإبعاد التأديبي من المكان، بما في ذلك الإيقاف والطرد.
في الجزء ب من قانون تعليم الأفراد ذوي الإعاقة، تتلقى كل ولاية تمويلاً، ويجب على وزير الداخلية الأمريكي توفير جمع البيانات وفحصها لتحديد ما إذا كان هناك عدم تناسب كبير على أساس العرق والإثنية يحدث في الولاية وهيئات التعليم المحلية في الولاية. "في المادة 300.64 من القانون، يتعين على الولايات فحص البيانات بحثًا عن عدم التناسب الكبير في المجالات التالية:
1. تحديد الأطفال ذوي الإعاقة وإعاقتهم،
2. وضع الطفل في البيئة التعليمية، و
3. أي عمليات تعليق أو طرد من المدرسة ومدة ذلك

يفرض قانون IDEA على الولايات جمع وفحص بيانات التعليم الخاص المتعلقة بالعرق والأصل العرقي على مستوى المنطقة.

### مراقبة الدولة
لقد قامت الدول بمراقبة وتطبيق عدم التناسب في التعليم الخاص من خلال المتطلبات المنصوص عليها في قانون تعليم الأفراد ذوي الإعاقة وتقارير الأداء السنوية (APRs). على مستوى المنطقة، تم تكليف الولايات بجمع وفحص بيانات التعليم الخاص على أساس العرق والأصل العرقي. كما يُطلب منهم أيضًا الإبلاغ عن مؤشرات محددة تتعلق بعدم التناسب بين الطلاب ذوي الإعاقة ونسبة المناطق التي تُظهر تمثيلًا غير متناسب للمجموعات العرقية والإثنية في التعليم الخاص.
إذا حددت الولايات عدم التناسب الكبير على أساس العرق والانتماء العرقي، وفقًا للقسم 300.464 من الجزء ب من قانون تعليم الأفراد ذوي الإعاقة، فيجب عليها:
1. توفير المراجعة السنوية، وإذا لزم الأمر، مراجعة السياسات والممارسات والإجراءات المستخدمة في تحديد أو وضع الأطفال في بيئات تعليمية معينة.
2. يجب على هيئة التعليم المحلية تقديم تقرير عن مراجعة السياسات والممارسات والإجراءات.
3. ويطلب وزير الداخلية من أي وكالة إنفاذ محلية يتم تحديدها الاحتفاظ بأقصى قدر من الأموال لتوفير خدمات التدخل الشاملة والمنسقة لمعالجة العوامل التي تساهم في عدم التناسب.
4. عند تنفيذ خدمات التدخل، يمكن لهيئة التعليم المحلية توفير التطوير المهني والتقييمات التعليمية والسلوكية والخدمات والدعم.
5. يجب على هيئة التعليم المحلية تحديد ومعالجة العوامل التي تساهم في عدم التناسب والحواجز الاقتصادية والثقافية واللغوية التي تحول دون تحديد أو وضع الأشخاص في أماكن مناسبة وأي سياسات أو ممارسات أو إجراءات تساهم في عدم التناسب.
6. يجب على هيئة التعليم المحلية أن تعالج السياسة أو الممارسة أو الإجراء الذي يساهم في عدم التناسب.[5]

لا يُطلب من الدول تحديد هيئة تعليمية محلية ذات عدم تناسب كبير إذا تجاوزت الهيئة عتبة نسبة المخاطرة ولكنها أظهرت تقدماً معقولاً في خفض نسبة المخاطرة للمجموعة وفئة التحليل في كل من العامين المتتاليين السابقين.

### قياس
لقد تم استخدام التقنيات التحليلية لبحث عدم التناسب في التعليم الخاص، بما في ذلك نسبة المخاطرة، والانحدار، والانحدار متعدد المستويات. تتضمن نسبة المخاطرة التعرض للاحتمالات، ونسب الاحتمالات، والمخاطر النسبية، ونسب مؤشرات المخاطرة. تقوم نماذج الانحدار بتقدير احتمالية التنسيب أو الخدمة التعليمية الخاصة كدالة للمتغيرات المستقلة. يقوم الانحدار متعدد المستويات بتجميع الطلاب داخل المدارس أو المناطق أو المجتمعات المحلية لمراعاة التقديرات داخل المجموعة وبينها. تختلف نتائج الدراسات حول عدم التناسب في التعليم الخاص على نطاق واسع عبر الدراسات بسبب عوامل تشمل استخدام مجموعات بيانات مختلفة على مستويات مختلفة، بما في ذلك عينات من الطلاب في الصفوف والأعمار المختلفة، وتطبيق تحليلات مختلفة قد تنتج نتائج متضاربة.
وقد اشتمل البحث النوعي على أساليب استنتاجية واستقرائية، بما في ذلك تطوير كتب التعليمات التي تركز على الإطار المفاهيمي والأدبيات الموجودة حول سياسة التعليم وعدم التناسب. وقد قامت الأبحاث الكمية بترميز المقالات على أساس التحليل المستخدم في كل دراسة، مثل نسبة المخاطرة، أو الانحدار، أو الانحدار المتعدد.

### فعالية الممارسة الحالية
هناك العديد من المجالات التي تحتاج إلى تحسين في الممارسة الحالية لرصد عدم التناسب. هناك تناقض في تفسير وتنفيذ أحكام قانون تعليم الأفراد ذوي الإعاقة من قبل وزارة التعليم الأمريكية ومكتب برامج التعليم الخاص (OSEP)، مما يؤدي إلى ارتباك على المستويين الإقليمي والمحلي مما يعوق التقدم في معالجة القضية. هناك أيضًا امتثال للدولة والمنطقة للجوانب الإجرائية لتحديد التعليم الخاص بدلاً من معالجة العوامل النظامية التي تساهم في عدم التناسب، والتي قد تقلل من تقدير المدى الحقيقي للمشكلة وتعيق التدخلات للطلاب الذين يحتاجون إليها. على الرغم من أن الأبحاث توثق الإفراط في تمثيل الطلاب الملونين في البيئات الأكثر تقييدًا، فإن مكتب برامج التعليم الخاص لا تشمل البيئات التعليمية في مراقبة وتنفيذ التمثيل غير المتناسب.
يتناقض التفسير الفيدرالي للغة التشريعة لقانون تعليم الأفراد ذوي الإعاقة مع النتائج المتسقة في أبحاث التعليم الخاص. أقرت التعديلات التي أُدخلت على قانون تعليم الأفراد ذوي الإعاقة في عامي 1997 و2004 بمدى عدم التناسب العنصري والإثني، ولكن التفسيرات الفيدرالية لمتطلبات عام 2004 خلقت ارتباكًا على مستوى الولايات ووكالات التعليم المحلية. تشير البيانات إلى أن التفسير الفيدرالي لقانون IDEA لعام 2004، والمبادئ التوجيهية التنظيمية، وتصميم المؤشرات للمراقبة والتنفيذ كانت غير فعالة في معالجة عدم التناسب العنصري والإثني.

## عدم التناسب الكبير
إذا تم العثور على عدم تناسب كبير على أساس العرق أو العرق، فوفقًا للقسم 300.646 من الجزء ب من قانون تعليم الأفراد ذوي الإعاقة، يتعين على الولايات تقديم مراجعة سنوية لمراجعات السياسات والممارسات والإجراءات المتعلقة بوضع هؤلاء الأطفال في البيئات التعليمية (بما في ذلك الإجراءات التأديبية لضمان امتثالهم للقانون وتطلب من هيئة التعليم المحلية الإبلاغ عن أي مراجعات).
يشير عدم التناسب الكبير، وفقًا للمادة 618 (د) من قانون تعليم الأفراد ذوي الإعاقة، إلى وجود تفاوت كبير على أساس العرق والانتماء العرقي في الولاية وهيئات التعليم المحلية فيما يتعلق بتحديد الأطفال ذوي الإعاقة، ووضعهم في أماكن تعليمية معينة، ومدة حدوث ونوع الإجراءات التأديبية. يشير التمثيل غير المتناسب، وفقًا للمادة 616 (أ) (3) (ج) من قانون تعليم الأفراد ذوي الإعاقة، إلى الإفراط في تمثيل المجموعات العرقية والإثنية أو نقص تمثيلها في التعليم الخاص والخدمات ذات الصلة والتي تنتج عن تحديد غير مناسب. لا تنطبق لوائح عدم التناسب الهامة على أو تتناول الالتزام بتحديد التمثيل غير المتناسب بسبب التعريف غير المناسب بموجب المادة 616 (أ) (3) (ج) من قانون تعليم الأفراد ذوي الإعاقة.
يتطلب القسم 618 (د) من قانون تعليم الأفراد ذوي الإعاقة من الولايات جمع البيانات وفحصها لتحديد ما إذا كان هناك عدم تناسب كبير على أساس العرق والأصل العرقي يحدث في الولاية وهيئات التعليم المحلية في الولاية فيما يتعلق بتحديد الأطفال ذوي الإعاقة، ووضعهم في بيئة تعليمية معينة، ومعدل حدوث ومدة ونوع الإجراءات التأديبية، بما في ذلك الطرد.
إذا حددت الولايات عدم التناسب الكبير على أساس العرق والانتماء العرقي، فيجب عليها اتخاذ عدة إجراءات وفقًا للقسم 300.646 من الجزء ب من قانون IDEA:
1. توفير مراجعة سنوية وتنقيح للسياسات والممارسات والإجراءات المستخدمة في تحديد الطلاب ذوي الإعاقات الكبيرة لضمان امتثالهم لمتطلبات القانون.
2. مطالبة هيئة التعليم المحلية بتقديم تقرير علني حول مراجعة السياسات والممارسات والإجراءات.
3. تنفيذ خدمات تدخلية شاملة ومنسقة، بما في ذلك التطوير المهني والتقييمات التعليمية والسلوكية.
4. يتعين على هيئة التعليم المحلية تحديد العوامل التي تساهم في هذا التفاوت الكبير ومعالجتها.
5. يجب على هيئة التعليم المحلية أن تعالج السياسة أو الممارسة أو الإجراء الذي تحدده على أنه يساهم في عدم التناسب الكبير.[12]

## عدم التناسب العنصري/الإثني
يمكن أن تُعزى الأسباب الجذرية لعدم التناسب العنصري والإثني في إحالات التعليم الخاص إلى التفكير الناقص المتعلق بمفاهيم العرق والوضع الاجتماعي والاقتصادي، والضمانات المؤسسية غير الكافية، وتصورات المعلمين لقدرات الطلاب، والافتقار إلى السياسات والتدخلات في المدارس. قد تساهم المتغيرات الاقتصادية والديموغرافية، وعدم التوافق الثقافي، وعدم تكافؤ الفرص في التعليم العام، والتمييز العنصري أيضًا في التمثيل غير المتناسب للطلاب من الأقليات. الطلاب من خلفيات أقليات عرقية وثقافية وإثنية ولغوية هم أكثر عرضة لتصنيفهم على أنهم من ذوي الإعاقة بمعدل أعلى وإبعادهم عن التعليم السائد. بالإضافة إلى ذلك، من المرجح أن يتم تدريس الطلاب من خلفيات محرومة والطلاب الملونين من قبل معلمين عديمي الخبرة في المدارس ذات التمويل الضعيف.
إن الطبيعة البنيوية للعرق في الولايات المتحدة تشكل عاملاً مهمًا في فهم أنماط إحالة التعليم الخاص. تساهم السياسات الاقتصادية ومستوى التعليم وإلغاء الفصل العنصري في المدارس في عدم التناسب. يميل التمثيل الزائد للطلاب الملونين إلى الزيادة حيث تشكل مجموعة الأقلية العرقية أو العرقية نسبة أكبر من سكان ولايتهم. يتوسط المتخصصون في المدارس المشاركون في عملية صنع القرار (أي الإحالات والتقييم واجتماعات الأهلية لوضع التعليم الخاص) في عدم التناسب.
غالبًا ما يلتحق الطلاب الملونون بمدارس ذات موارد محدودة ومستويات عالية من الحرمان، مما يؤدي إلى الاعتماد غير المتناسب على أماكن التعليم الخاص لهؤلاء الطلاب. إن المجموعات التي لم تحصل على الخدمات الكافية تاريخيًا في أمريكا، مثل الأمريكيين من أصل أفريقي واللاتينيين والأمريكيين الأصليين، ممثلة بشكل غير متناسب في فئات الإعاقة ذات معدل الإصابة المرتفع (أي الإعاقة الذهنية، واضطرابات طيف التوحد، وإصابات الدماغ الرضحية، واضطراب اللغة، واضطرابات السلوك، وصعوبات التعلم، واضطراب نقص الانتباه وفرط النشاط)، وأن ثقافة المدرسة والتاريخ الثقافي للطلاب وأسرهم يتعارضان وغالبًا ما يُعتقد أنهما جزء لا يتجزأ منهما. عادةً ما توجد الفوارق العرقية والإثنية بشكل أقل تكرارًا في فئات الإعاقة "الصعبة" (أي ضعف السمع، أو ضعف البصر، أو ضعف العظام) وأكثر شيوعًا في فئات الإعاقة "الناعمة" (أي الإعاقات الفكرية، أو الاضطرابات العاطفية والسلوكية، أو صعوبات التعلم).
تساهم العوامل الفردية والسياقية والنظامية في عدم التناسب في التعليم الخاص. يتطلب فهم عدم التناسب في التعليم الخاص تصنيف الأسباب الجذرية إلى عوامل مميزة، يساهم كل منها في القضية المعقدة. تسلط هذه الفئات الضوء على التحديات الدقيقة التي يواجهها الطلاب الملونون:

### تحيز المعلم
قد تبدو العلاقة بين الأسر والمدارس مختلفة من مدرسة إلى أخرى، مما يساهم في التناقضات في النتائج المتعلقة بعدم التناسب. يمكن أن يساهم تحيز المعلم في عدم التناسب من خلال قيام المعلمين بتفسير الاختلافات الثقافية واللغوية واللهجية بشكل خاطئ على أنها عجز، مما يؤدي إلى التعرف بشكل خاطئ على الطلاب الملونين على أنهم يعانون من صعوبات التعلم. يمكن أن تؤدي هذه التحيزات إلى تحويل الانتباه بعيدًا عن أوجه عدم المساواة الاجتماعية الأخرى التي قد تؤثر على معدل التعلم والإعاقات الأخرى بين فئات سكانية محددة.
إن تفسيرات السلوكيات من قبل المعلمين من خلفيات ثقافية مختلفة يمكن أن تؤدي إلى إلحاق الضرر بالطلاب الملونين لأنها تؤدي إلى إجراءات تأديبية ذاتية من قبل الموظفين. بالإضافة إلى المبالغة في تحديد هوية الطلاب الملونين، فإن عدم تحديد هوية هؤلاء الطلاب قد يحدث على الرغم من إظهارهم أداءً أكاديميًا مشابهًا للطلاب البيض. يحتاج المعلمون إلى تبني وجهة نظر متقاطعة تجاه الطلاب، واستخدام استراتيجيات العدالة التصالحية في فصولهم الدراسية، والتثقيف بشأن الممارسات الثقافية للطلاب، وزيادة مشاركة الوالدين والمجتمع في التعليم.

### سياسات وإجراءات المدرسة
يمكن أن تتأثر عمليات إحالة الطلاب وتحديد هويتهم للتعليم الخاص بالتحيزات والأحكام التي تؤدي إلى الإفراط في تمثيل الطلاب الملونين. يمكن أيضًا رؤية عدم التناسب في سياسات الانضباط المدرسية من خلال إخضاع الطلاب الملونين ذوي الإعاقة لإجراءات تأديبية أكثر صرامة. يمكن أن تساهم الممارسات التعليمية والتوقعات الأكاديمية التي تحددها المدرسة في توقع تعليم أقل وأقل صرامة للطلاب الملونين، مما يؤدي إلى ضعف أداء هذه المجموعات من الطلاب وإحالتهم إلى التعليم الخاص. بالإضافة إلى ذلك، فإن الطريقة التي تخصص بها المدارس الموارد يمكن أن تساهم في عدم التناسب حيث أن المدارس ذات الموارد الأقل، والتي غالبًا ما تكون في الأحياء المحرومة التي تضم أطفالًا من ذوي البشرة الملونة، قد تكون أكثر ميلًا إلى وضع الطلاب في التعليم الخاص كوسيلة لتأمين تمويل إضافي. تُركز العديد من المدارس أيضًا على الامتثال للقوانين، وخاصة تلك الواردة في قانون تعليم الأفراد ذوي الإعاقة (IDEA)، مما قد يؤدي إلى التركيز الضيق على الجوانب الإجرائية لتحديد التعليم الخاص، بدلاً من معالجة المساهمات النظامية لعدم التناسب.

### العوامل البيئية
يأتي العديد من الطلاب الملونين الذين تم تحديدهم للحصول على خدمات التعليم الخاص من مجتمعات محرومة وهم أكثر عرضة للتعرض للسموم البيئية (مثل الرصاص والزئبق والمواد الكيميائية الضارة الأخرى)، والتي ارتبطت بصعوبات التعلم ويمكن أن تؤثر سلبًا على تعلمهم وتطورهم. إن الوصول إلى الموارد التي تساهم في نمو الدماغ الصحي (أي الرعاية الصحية، والتغذية الجيدة، والتعليم عالي الجودة في مرحلة الطفولة المبكرة، والتدخل في مرحلة الطفولة المبكرة) غالبًا ما يكون غير عادل، كما أن الافتقار إلى الوصول إلى هذه الموارد يمكن أن يؤدي إلى تفاقم صعوبات التعلم في وقت لاحق من الحياة، مما يؤدي إلى الإفراط في تمثيل الطلاب الملونين في التعليم الخاص.

### القضايا النظامية
إن عدم المساواة النظامية تضع الطلاب الملونين في خطر متزايد فيما يتعلق بوضعهم في التعليم الخاص. قد يكون السبب وراء الإفراط في تمثيل الطلاب الملونين في التعليم الخاص هو المساهمة في القضايا النظامية. غالبًا ما تستخدم المدارس مرجعًا من الطبقة المتوسطة البيضاء كمعيار لتقييم سلوك الطلاب وإنجازاتهم، وهو ما قد يضر بالطلاب الملونين لأنهم قد يُنظر إليهم على أنهم أكثر عدوانية، مما يؤدي إلى المزيد من الإحالات التأديبية ووضعهم في التعليم الخاص. بالإضافة إلى ذلك، فإن الإشارة إلى تجربة الطبقة المتوسطة البيضاء تتجاهل حقيقة مفادها أن المجتمعات الثقافية داخل الولايات المتحدة تضع أهدافًا وتعزز تنمية أطفالها بناءً على الفرص والقيود الخاصة بالسياق، في حين ينبغي فحصها في ضوء عمليات التكيف والتكيف المعقدة مع الطوارئ البيئية. بمجرد تصنيف هؤلاء الطلاب باعتبارهم طلاب تعليم خاص، فإنهم يكونون أكثر عرضة لمواجهة إجراءات تأديبية استبعادية. غالبًا ما يلتحق الطلاب الملونون بمدارس تعاني من نقص التمويل والموارد وجودة المعلمين المنخفضة؛ وعندما يلتحقون بمدارس ذات أغلبية بيضاء، غالبًا ما يتم إعادة تقسيمهم إلى دورات علاجية، مما يؤثر على إنجازاتهم بسبب المعايير المنخفضة والتعليم السيئ.
هناك مخاوف من أن الطلاب الملونين في المناطق ذات الدخل المنخفض قد يكونون أكثر عرضة لتلقي خدمات التعليم الخاص في بيئات منفصلة، مما يخلق حواجز أمام النجاح الأكاديمي النموذجي. من المرجح أن يلتحق الطلاب في هذه المناطق ذات الوضع الاقتصادي المنخفض بمدارس ذات تمويل غير كافٍ، وتدريب غير كافٍ للمعلمين، وتوقعات منخفضة بشكل عام للطلاب.
على الرغم من أن العرق والفقر يشكلان جوهر القضايا النظامية، فإن معالجة عدم المساواة النظامية داخل نظام التعليم قد يكون له تأثير أكبر على عدم التناسب والإفراط في تمثيل الطلاب الملونين في التعليم الخاص.

#### السياسات التي تساهم
غالبًا ما يتم تضمين السياسات والقوانين التعليمية المحددة التي تساهم في التفاوتات العنصرية في الإجراءات التأديبية المدرسية ومهام التعليم الخاص. على سبيل المثال، تؤثر سياسات عدم التسامح مطلقًا، التي تفرض عقوبات محددة مسبقًا على جرائم محددة، بشكل غير متناسب على الطلاب الملونين. غالبًا ما تؤدي هذه السياسات إلى تعليق الدراسة وطرد هؤلاء الطلاب، وهو أحد أبرز مؤشرات التعيين في التعليم الخاص. غالبًا ما يتأثر تنفيذ هذه السياسات والقوانين التعليمية بالعنصرية المؤسسية، مما يؤدي إلى تأثير غير متناسب على الطلاب الملونين.
هناك أنماط منهجية من عدم التناسب متأصلة في النظام التعليمي والتي غالبًا ما تستمر من خلال سياسات "محايدة" على ما يبدو تؤدي إلى نتائج محملة بالعنصرية. ويشير هذا إلى أن التفاوتات العنصرية المرتبطة بعدم التناسب في التعليم الخاص متأصلة بعمق في هياكل وسياسات نظام التعليم وليست مجرد نتيجة للتحيزات أو الأفعال الفردية.

### العوامل المؤثرة على التعريف الخاص
الجنس والعرق والوضع الاجتماعي والاقتصادي وعدد حالات الإيقاف هي المؤشرات الأكثر ثباتًا لتحديد مكان الهوية الخاصة. على وجه التحديد، فإن الطلاب الذكور من خلفيات أسرية ذات دخل منخفض هم الأكثر عرضة للخطر في معظم فئات الإعاقة. بالإضافة إلى ذلك، فإن عدد حالات الإيقاف التي يتعرض لها الطالب قد يؤثر على خطر تحديد حالته للحصول على تعليم خاص.

## دور التفاوت التاريخي
يلعب التفاوت التاريخي في أمريكا دورًا مهمًا في التفاوت التعليمي الحالي. لا يزال الإرث التاريخي للعنصرية والتفوق الأبيض قائمًا مع استمرار الفصل العنصري داخل المدارس وبينها، مما يشكل الفوارق العنصرية، بما في ذلك عدم التناسب العنصري في التعليم الخاص. إن تاريخ عمليات الفصل العنصري التي وضعت مجموعات الأقلية يتناقض مع ثقافة الأغلبية المهيمنة. تأخذ هذه القضايا في الاعتبار الأنماط التاريخية للفصل العنصري والاجتماعي والاقتصادي في الولايات المتحدة وكيف يمكن لهذه الأنماط أن تعزز تصورات "الآخر". تم بناء المعتقدات حول مدى استحسان وعدم استحسان المساحات داخل منطقة مدرسية اجتماعيًا وثقافيًا بطرق ضارة بالطلاب الملونين في منطقة المدرسة. قد تستمر التفاوتات التاريخية في الطرق التي يعمل بها المعلمون والأسر والمجتمعات بطرق قد تؤدي إلى استبعاد الطلاب والأسر الملونة من تعليمهم وعملية صنع القرار.
تاريخيًا، تم تعميم التطور، وتم وضع أطفال الطبقة المتوسطة البيضاء كمعيار لتقييم تطور جميع الأطفال، والفشل في إدراك الاختلافات الثقافية في التطور وتجاهل كيفية بناء المدارس للإعاقات. إذا تم تقييم الطلاب الملونين في سياقات مختلفة، فقد تشير تعبيرات النمو المختلفة إلى الكفاءات لدى هؤلاء الطلاب بدلاً من العجز.
إن الأجندة العالمية التي تشملها مبادرات التعليم للجميع تعترف بأن الوصول الفعال إلى التعليم لا يمكن تحقيقه دون معالجة حقوق الأشخاص ذوي الإعاقة في جميع أنحاء العالم.

## استراتيجيات للحد من عدم التناسب
يهدف قانون IDEA إلى حماية حقوق الطلاب ذوي الإعاقة. ومع ذلك، وعلى الرغم من هذه الأهداف الصريحة التي حددها القانون، لا تزال هناك تفاوتات كبيرة، وخاصة بالنسبة للطلاب ذوي الإعاقة من مختلف الأعراق واللغات والأوضاع الاقتصادية. لذلك، فإن السعي لتحقيق المساواة والعدالة في التعليم يتطلب فحص السياسات بشكل نقدي وكيفية تنفيذها في الممارسة العملية من خلال فهم هذه السياسات عبر أشخاص وسياقات مختلفة.
ولضمان التنفيذ المتسق لأحكام قانون تعليم الأفراد ذوي الإعاقة، تستطيع الحكومة تقديم تعريفات واضحة لمصطلح "عدم التناسب" حتى تتمكن كل مدرسة من فهم معنى هذا المصطلح لتعزيز سياسة التنفيذ. يمكن للمدارس توفير استراتيجيات التدخل المبكر والوقاية التي تستهدف وتدعم الطلاب المعرضين للخطر والذين يعانون من صعوبات أكاديمية وسلوكية. يمكن للمدارس أيضًا تنفيذ نظام دعم متعدد المستويات (MTSS) وإطار عمل الاستجابة للتدخل (RTI) الذي يتضمن فحصًا شاملًا وتدخلات قائمة على الأدلة ومراقبة التقدم للحد من الإفراط في تحديد هوية الطلاب الملونين.
وتشمل الاستراتيجيات الأخرى للحد من عدم التناسب بين المعلمين والعاملين في المدارس ما يلي:
- التدريس المستجيب ثقافيًا، حيث يتم احترام الممارسات التعليمية التي تعترف بالخلفيات الثقافية وتجارب الطلاب وتقدرها.[9][26][18] يجب أن تكون أساليب التدريس والمواد ذات صلة وشاملة لجميع الطلاب، وخاصة الطلاب المتنوعين ثقافيًا ولغويًا.[13]
- تدريب التحيز الضمني لمحترفي المدارس لرفع مستوى الوعي بالتحيزات والأنماط النمطية اللاواعية التي قد تؤثر على تصوراتهم وعمليات اتخاذ القرار.[13]
- يجب أن يكون هناك تعاون وتواصل بين المعلمين والإداريين والأسر لضمان مشاركة جميع أصحاب المصلحة في عمليات صنع القرار فيما يتعلق بالطلاب والتأكد من معالجة احتياجات الطلاب بشكل صحيح.[13]
- زيادة تنوع المعلمين وتدريب القوى العاملة في التدريس لتعكس السكان الطلاب بشكل أفضل وتوفير التدريب على الكفاءة الثقافية والتحيز الضمني لجميع المعلمين.[1][4]
- إن تطبيق مبادئ التصميم الشامل للتعلم للمساعدة في إنشاء فصول دراسية شاملة تستوعب احتياجات جميع الطلاب قد يقلل من الحاجة إلى إحالات التعليم الخاص.[1]
- توفير خدمات التدخل المبكر للمساعدة في تحديد صعوبات التعلم ومعالجتها قبل تفاقمها لتقليل التمثيل المفرط للطلاب الملونين في أماكن التعليم الخاص.[1]
- ضمان حصول جميع الطلاب على التعليم الجيد وموارد الرعاية الصحية للمساعدة في معالجة القضايا الأساسية التي تساهم في صعوبات التعلم.[1]
- إن إشراك الآباء والمجتمعات التي يقيم فيها الطلاب في العملية التعليمية للمساعدة في ضمان تحديد احتياجات الطلاب ومعالجتها قد يساعد في تقليل الوصمة المرتبطة بالتعليم الخاص.[1]
- معالجة الإرث التاريخي لعدم المساواة.[29]
- البحث لاستكشاف كيف يمكن للعوامل الديموغرافية والمدرسية والأسرية والمجتمعية المختلفة أن تؤدي إلى نقص أو زيادة التمثيل في التعليم الخاص.[28]

### توصيات بشأن قانون تعليم ذوي الإعاقة (IDEA) للحد من عدم التناسب
- ينبغي أن تركز الجهود الفيدرالية والولائية على تحديد ومعالجة ومنع مجموعة من القضايا التي قد تساهم في التمثيل غير المتناسب، بما في ذلك تحويل مراقبة ممارسات SEA وLEA من التركيز الضيق على الامتثال لإجراءات تحديد الأهلية إلى التركيز الموسع على عوامل مثل التعليم العام، والذي تم تحديده على أنه يساهم في عدم التناسب في التعليم الخاص.[16]
- تحليل البيانات ومراقبتها والتي تتضمن بيانات عن الإحالات والتنسيب ونتائج الطلاب، لتحديد أنماط عدم التناسب وإبلاغ التدخلات والدعم المستهدف للطلاب المتعثرين.[10][18][26]
- يؤدي تنفيذ عملية موحدة لتحديد الطلاب المحتاجين إلى التعليم الخاص إلى تقليل تأثير التحيز، ويضمن حصول جميع الطلاب الذين يحتاجون إلى الخدمات على هذه الخدمات.[1]
- ينبغي لصناع السياسات أن يأخذوا في الاعتبار مراجعة السياسات التي تساهم في عدم التناسب (أي سياسات الانضباط).[1]
- ينبغي أن تركز الجهود طويلة الأمد على زيادة توافر الأبحاث حول مناهج التدخل وتحسين التدريب على التدريس في الكفاءة الثقافية.[10]
- المطالبة بمنع الدول من تعريف عدم التناسب بطرق تقلل من تحديد التفاوتات الحقيقية أو تخفيها.[10]
- عند الجمع بين المصطلحين والوصفين "التمثيل غير المتناسب" و"عدم التناسب الكبير" بموجب قانون IDEA لعام 2004، لم يكونا مطلقًا مفهومين منفصلين في البحث أو الممارسة.[10][31]
- سياسة تعليمية حاسمة للأشخاص ذوي الإعاقة تأخذ في الاعتبار السياق الاجتماعي والثقافي في محاولة للتحرك نحو سياسات تعليمية أكثر عدالة وإنصافًا.[29]
- تطوير وتنفيذ السياسات التي توفر إرشادات واضحة لتعزيز المساواة في التعليم.[23]

### التدخل المبكر
تذكر وزارة التعليم الأمريكية أنها تؤكد على أهمية توفير الدعم الفردي والمناسب لضمان حصول الأطفال ذوي الإعاقة على برامج الطفولة المبكرة عالية الجودة. تفترض الإدارة أن خيار الإلحاق الأول الذي يتم النظر فيه لطفل ما قبل المدرسة الذي تم تشخيصه بالإعاقة هو برنامج ما قبل المدرسة العام العادي الذي سيلتحق به الطفل، نظرًا لأن الطفل لم يكن يعاني من إعاقة. إذا تم ذلك، فلن يتلقى الأطفال الملونون الذين تم تشخيصهم بالإعاقة تعليمهم في بيئات منفصلة أو معزولة. لا يجوز فصل الأطفال الذين تم تشخيصهم بالإعاقة عن البيئة التعليمية العادية إلا عندما تكون طبيعة شدة الإعاقة بحيث لا يمكن تحقيق التعليم في الفصول الدراسية العادية باستخدام الدعم والخدمات. يجب توفير التعليم العام المجاني المناسب للأطفال (FAPE) في البيئة الأقل تقييدًا (LRE) حيث يتم تلبية احتياجات الطفل ذي الإعاقة بدءًا من وضع التعليم العام مع أقرانه غير المعاقين.

## التناقضات في عدم التناسب
تتسم دراسات عدم التناسب عبر المناطق المدرسية والولايات بالتناقضات والتحديات، مما يكشف عن التناقضات في فهم ومعالجة القضية. هناك مناهج تقنية موجهة نحو الامتثال في السياسات تحاول معالجة الفوارق العرقية دون النظر في الطرق التي تتشابك بها السياسات مع عوامل سياقية معقدة مثل العرق والانتماء العرقي والجنس والوضع الاجتماعي والاقتصادي وحالة اللغة لدى الطلاب الملونين. قد يحدث تمثيل زائد لمجموعة عرقية واحدة في فئة الإعاقة في ولاية واحدة، بينما قد يحدث تمثيل ناقص لتلك المجموعة العرقية في فئة إعاقة مختلفة، مما يدل على تعقيد قضية عدم التناسب.
هناك نقص في النهج النقدي لسياسة تعليم ذوي الإعاقة، مما يجعل من الصعب مراعاة السياقات الاجتماعية والثقافية المعقدة التي تتناول الإعاقة وتقاطعاتها في محاولة للتحرك نحو سياسات تعليمية أكثر عدالة. على الرغم من الدراسات والمناقشات العديدة، فإن فهم تعقيدات عدم التناسب في تحديد التعليم الخاص لا يزال محدودًا.

## الوصمة وعدم التناسب
في حين أن تحديد التعليم الخاص من المفترض أن يخصص خدمات الدعم للطلاب ذوي الإعاقة، فإن تقاطع الوصمة وعدم التناسب في التعليم الخاص يبرز العواقب السلبية للتصنيف والفصل، وخاصة بالنسبة للطلاب الملونين. إن عملية تصنيف وتعيين الإعاقات الفكرية أو الجسدية أو العاطفية لا تؤدي إلى وصم الطلاب اجتماعيًا فحسب، بل لها آثار عميقة على أسرهم، وخاصة داخل مجتمعات ثقافية معينة.
إن عملية التصنيف، إلى جانب الفصل في الفصول الدراسية المنفصلة، تؤدي إلى تفاقم إمكانية التعرف على هؤلاء الطلاب، مما يؤدي إلى إدامة الوصمة. وبعيدًا عن الجانب الاجتماعي، فإن هذه الوصمة قد تعيق نتائج ما بعد المدرسة وتحد من إمكانات الطلاب الملونين.
يعاني الطلاب ذوو الإعاقة من العزلة الاجتماعية أكثر من أقرانهم غير المعاقين. وهذا نتيجة فجوات التواصل والحواجز المادية. ويجد الطلاب الذين يعانون من ضعف في الكلام أو السمع صعوبة في التواصل مع أقرانهم.
تساهم الوصمة سلبًا في نتائج التعلم لدى الطلاب ذوي صعوبات التعلم. ويستمر هذا في تأخير القدرة الأكاديمية للطلاب ذوي التعليم الخاص، مما أثر على تنفيذ التغييرات في الفصول الدراسية الملائمة التي يمكن أن توفر بيئة صفية شاملة لجميع الطلاب. يحتاج طلاب التعليم الخاص إلى إعدادات ومعلمين متخصصين لتحقيق النجاح. ويؤدي هذا إلى تصنيفهم كمجموعة منفصلة. في الفصول الدراسية العامة، يتأثر الطلاب ذوو الإعاقات التعلمية بكيفية النظر إليهم بسبب التحيزات المختلفة من قبل المعلمين وأولياء الأمور. يتم إعطاء توقعات أكاديمية أقل للطلاب ذوي صعوبات التعلم مقارنة بأقرانهم الذين لا يحتاجون إلى تعليم خاص.
تشير الدراسات إلى أن معدل النمو في التعليم الخاص أعلى في المناطق التي تتلقى فيها المدارس موارد إضافية لكل طالب مقارنة بالمناطق التي يعتمد فيها التمويل على التسجيلات التاريخية.

### التقاطع والإعاقة
يتم وضع الطلاب ذوي الإعاقة داخل المجتمع عند تقاطع العرق والانتماء العرقي والطبقة واللغة والجنس. نظرًا لأن العديد من الأشخاص يؤطرون الطلاب ذوي الإعاقة من منظور العجز، فإن التقاطع بين الإعاقة والعرق والإثنية والطبقة واللغة والجنس يمكن أن يؤدي إلى طبقات متعددة من التمييز على أساس العرق والإعاقة. بالإضافة إلى ذلك، فإن تقاطع الإعاقة مع الهويات الاجتماعية الأخرى يمكن أن يؤثر على التجارب التعليمية ونتائج الطلاب. إن التوقعات المؤسسية المبنية على سياقات غير متقاطعة غير مناسبة يمكن أن تحد من فرص التدخل الهادف لهؤلاء الطلاب.
في البلدان الأفريقية، من المرجح أن لا يتم تسجيل الأطفال ذوي الإعاقة في المدارس أبدًا بسبب الفجوات المختلفة. ويعد الافتقار إلى البنية التحتية المناسبة للأطفال ذوي الإعاقة أحد هذه العوامل. لا تتوفر لدى معظم المدارس الموارد اللازمة للاستثمار في تعليم الأطفال ذوي الإعاقة حتى يتمكنوا من التعلم بسهولة جنبًا إلى جنب مع أقرانهم من غير المعاقين. ويؤدي عدم كفاية تدريب المعلمين في مجال التعليم الشامل أيضًا إلى وصمة العار التي تلحق بالطلاب ذوي التعليم الخاص. بسبب تكلفة التعليم الخاص، من المرجح أن يتم رفض الطلاب ذوي الإعاقة في المدارس العامة.